# حملة غوادالكانال
حملة غوادالكانال أو معركة غوادالكانال أو معركة وادي القَنَال (بالإنجليزية: Guadalcanal Campaign)‏ هي معركة قامت بها قوات الحلفاء في الحرب العالمية الثانية من السابع من أغسطس عام 1942 إلى الثاني من فبراير عام 1943 على وبالقرب من جزيرة غوادالكانال، وكانت هذه الحملة جزء من خطة إستراتيجية لحماية الطرق بين الولايات المتحدة وأستراليا ونيوزيلندا، وكانت الهجوم الرئيسي الثاني من قوات الحلفاء ضد الإمبراطورية اليابانية.
في 7 أغسطس 1942، هبطت قوات الحلفاء، معظمهم من مشاة البحرية الأمريكية، في جزيرتي غوادالكانال وتولاغي وجزر فلوريدا في جنوب جزر سليمان، بهدف استخدام غوادالكانال وتولاجي كقواعد لدعم حملة الاستيلاء أو تدمير القاعدة اليابانية الرئيسية في رابول في بريطانيا الجديدة. كانت قوات الحلفاء تفوق عدد المدافعين اليابانيين، الذين احتلوا تلك الجزر منذ مايو 1942. استولى الحلفاء على تولاجي وفلوريدا، وكذلك المطار -سمي لاحقًا هندرسون فيلد- الذي كان قيد الإنشاء في غوادالكانال.
فوجئ اليابانيون بهجوم الحلفاء، وقاموا بعدة محاولات بين أغسطس ونوفمبر لاستعادة هندرسون فيلد. بعد ثلاث معارك برية كبيرة، وسبع معارك بحرية ضخمة (خمس عمليات سطحية ليلية ومعركتين بين حاملات طائرات)، ومعارك جوية شبه يومية، شنّ الحلفاء معركةً بحرية حاسمة في غوادالكانال في أوائل نوفمبر، ما أدى لفشل أخر محاولة يابانية لقصف هندرسون فيلد من البحر وإنزال ما يكفي من القوات لاستعادته. في ديسمبر، تخلى اليابانيون عن جهودهم لاستعادة غوادالكانال، وسحبوا قواتهم المتبقية بحلول 7 فبراير 1943، بعد تعرضهم لهجوم من قبل الفيلق الرابع عشر التابع للجيش الأمريكي. مثّلت معركة جزيرة رينيل، آخر اشتباك بحري كبير، وسيلة حماية لإخلاء القوات اليابانية بأمان.
اتبعت الحملة الإجراءات الدفاعية الناجحة للحلفاء في معركة بحر المرجان ومعركة ميدواي في مايو ويونيو من عام 1942. إلى جانب معارك خليج ميلن وبونا غونا، مثّلت حملة غوادالكانال انتقال الحلفاء من العمليات الدفاعية إلى الهجومية واستولوا بشكل فعال على مواقع الهجوم الإستراتيجية في المحيط الهادئ. تُبعت الحملة بهجمات أخرى للحلفاء في المحيط الهادئ، أبرزها: حملة جزر سليمان، وحملة غينيا الجديدة، وحملة جزر غيلبرت وجزر مارشال، وحملة ماريانا وجزر بالاو، وحملة الفلبين (1944–1945)، وحملة البركان وجزر ريوكيو قبل استسلام اليابان في أغسطس 1945.

## نظرة عامة

### الاعتبارات الاستراتيجية
في 7 ديسمبر 1941، هاجمت القوات اليابانية أسطول الولايات المتحدة في المحيط الهادئ في ميناء بيرل هاربور، في هاواي. أسفر الهجوم عن مقتل نحو 2500 شخص وشلّ أغلب أسطول السفن الحربية الأمريكية، ما مثّل بداية الحرب الرسمية بين البلدين في اليوم التالي. كانت الأهداف الأولية للقادة اليابانيين هي تدمير البحرية الأمريكية، والاستيلاء على الموارد الطبيعية، وإنشاء قواعد عسكرية إستراتيجية للدفاع عن إمبراطورية اليابان في المحيط الهادئ وآسيا. لتعزيز هذه الأهداف، استولت القوات اليابانية على الفلبين وتايلاند ومالايا وسنغافورة وبورما وجزر الهند الشرقية الهولندية وجزيرة ويك وجزر جيلبرت وبريطانيا الجديدة وغوام. انضمت بقية قوى الحلفاء إلى الولايات المتحدة في حربها ضد اليابان، وتعرض العديد منهم، بما في ذلك المملكة المتحدة وأستراليا وهولندا، لهجوم ياباني.
قام اليابانيون بمحاولتين لمواصلة هجومهم الإستراتيجي، وقاموا بتوسيع محيط دفاعهم الخارجي بشكل هجومي في جنوب ووسط المحيط الهادئ حيث يمكنهم الهجوم على أستراليا وهاواي أو الساحل الغربي للولايات المتحدة. أحبِطت هذه الجهود خلال المعارك البحرية في بحر المرجان وميدواي على التوالي. مثّل بحر المرجان طريقًا تكتيكيًا مسدودًا، لكنه كان انتصارًا استراتيجيًا للحلفاء لم تتضح أهميته إلا في وقت لاحق. لم تكن معركة ميدواي أول انتصار مهم للحلفاء ضد اليابانيين فحسب، بل أضعفت بشكل كبير القدرة الهجومية لحاملات الطائرات اليابانية، لكنها لم تغير من عقلية هجوم القوات اليابانية لعدة أشهر حاسمة، ما زاد أخطائهم نتيجة التحرك والقرارات المتهورة، مثل محاولة مهاجمة بورت مورسبي خلال حملة طريق كوكودا. حتى تلك الفترة، كان الحلفاء في حالة دفاعية في المحيط الهادئ، لكن هذه الانتصارات الاستراتيجية وفرت لهم فرصة بدء الهجوم على اليابان.
اختار الحلفاء جزر سليمان (الواقعة تحت حماية المملكة المتحدة)، وتحديدًا جزر سليمان الجنوبية في غوادالكانال وتولاجي وجزيرة فلوريدا، كهدف أول، وسُميت العملية المهمة الأولى (التي تحمل الاسم الرمزي بيستيلان)، مع ثلاثة أهداف محددة. في الأصل، شملت الأهداف احتلال جزر سانتا كروز (التي تحمل الاسم الرمزي هودل)، وتولاجي (التي تحمل الاسم الرمزي ووتشتاور)، و «المواقع المجاورة». لم تُذكر غوادالكانال (التي تحمل الاسم الرمزي كاكتوس)، التي أصبحت في النهاية محور العملية، في التعليمات المبكرة وسُميت لاحقًا عملية ووتشتاور. تمتعت جزيرة تولاجي الصغيرة بميناء طبيعي كبير مناسب كقاعدة للطائرات العائمة وكان لابد من احتلال جزيرة فلوريدا الصغيرة لأنها هيمنت على تولاجي. أضيفت جزيرة غوادالكانال الكبيرة إلى الخطة عندما اكتُشف أن اليابانيين كانوا يبنون قاعدة جوية هناك.
احتلت البحرية الإمبراطورية اليابانية جزيرة تولاجي في مايو وأنشأت قاعدة للطائرات المائية بالقرب منها. ازداد قلق الحلفاء في أوائل يوليو عندما بدأت آر جاي إن في بناء مطار كبير في لونجا بوينت بالقرب من غوادالكانال – من مثل هذه القاعدة، هددت القاذفات اليابانية بعيدة المدى خطوط الاتصال البحرية بين الساحل الغربي للأمريكتين والساحل الشرقي المكتظ لأستراليا. بحلول أغسطس، كان لدى اليابانيين نحو 900 جندي من القوات البحرية في تولاجي والجزر المجاورة و2800 جندي (2200 منهم من عمال السخرة والأوصياء الكوريين بالإضافة إلى متخصصي بناء يابانيين) في غوادالكانال. وفرت هذه القواعد الحماية للقاعدة اليابانية الرئيسية في رابول، وهددت إمدادات الحلفاء وخطوط اتصالاتهم، ومثّلت نقطة انطلاق للهجوم المخطط له ضد فيجي وكاليدونيا الجديدة وساموا (عملية إف إس). خطط اليابانيون لنشر 45 مقاتلًا و60 قاذفة قنابل في غوادالكانال. في إستراتيجية عام 1942، وفرت هذه الطائرات حماية جوية للقوات البحرية اليابانية التي تتقدم في منطقة جنوب المحيط الهادئ.